# Asienmesterskabet i håndbold 2004 (kvinder)
Asienmesterskabet i håndbold for kvinder 2004 var den 10. udgave af asienmesterskabet i håndbold for kvinder. Turneringen blev afholdt i arenaen Higashiku Sports Centre i Hiroshima i Japan, som var værtsland for tredje gang, og det var anden gang, at mesterskabet blev spillet i Hiroshima.
Mesterskabet havde deltagelse af fire hold, som spillede en enkeltturnering alle-mod-alle. Titlen blev vundet af værtslandet Japan, som dermed vandt den kontinentale mesterskabstitel for første gang, og som vandt alle sine tre kampe i turneringen. Sølvmedaljerne blev vundet af Kina, mens bronzemedaljerne gik til Sydkorea. 
Turneringen fungerede også som den asiatiske del af kvalifikationen til VM i 2005, og holdene spillede om fire ledige pladser ved VM-slutrunden. De fire ledige VM-pladser gik derfor til de fire deltagende hold. Efterfølgende meldte Taiwan imidlertid afbud til VM, og holdets plads ved slutrunden blev overtaget af Tyskland.

## Resultater
| Dato     | Kl.   | Kamp              | Res.  | Pause |
| -------- | ----- | ----------------- | ----- | ----- |
| 23. juli | 17:00 | Sydkorea – Taiwan | 34–27 | 17-16 |
| 23. juli | 18:40 | Kina – Japan      | 23–30 | 19-14 |
| 24. juli | 13:30 | Japan – Taiwan    | 35–18 | 17-71 |
| 24. juli | 15:30 | Sydkorea – Kina   | 25–26 | 14-17 |
| 25. juli | 13:30 | Kina – Taiwan     | 42–28 | 23-14 |
| 25. juli | 15:30 | Japan – Sydkorea  | 31–23 | 15-13 |

| Plac.  | Hold     | Kampe | Mål    | Point |
| ------ | -------- | ----- | ------ | ----- |
| Guld   | Japan    | 3     | 96–64  | 6     |
| Sølv   | Kina     | 3     | 91–83  | 4     |
| Bronze | Sydkorea | 3     | 82–84  | 2     |
| 4.     | Taiwan   | 3     | 73–111 | 0     |